# عنكبوت الطاووس الطائر
عنكبوت الطاووس الطائر (الاسم العلمي: Maratus volans)، هو نوع من العناكب القفازة (Jumping Spider) ويعرف الاسم العلمي لهذه العائلة بـ (Salticidae) وتعتبر ذكورها أجمل من إناثها. والعناكب تحتوي على أكثر من 500 جنس أي حوالي أكثر من 5000 نوع من ضمنهم أكثر من 25 عنكبوت طاووس تستطيع عناكب الطاووس مشاهدة فرائسها التي على بعد 20 سم كما أنه لا يعتمد على العيش في شباك العناكب ويمتاز بجماله وألوانه الجميلة كذلك، حجمه صغير للغاية، لكنه كثير الحركة أكبر أنواع العنكبوت الطاووس لا يتجاوز ال0.8سم، أي أنه صغير جدًا، كما أن العنكبوت الطاووس يعتبر سامًا، لكنه لا يشكل خطورة على البشر بحكم أنه صغير ولا يستطيع ثقب الجلد أما عن حركته فهو كثير القفز والحركة وعادة ما يتربص بفرائسه وينقض عليها مستغلًا سرعته

## الذكر
كل ذكر لديه رقصته الخاصة يمتلك كل فرد من ذكر العنكبوت الطاووس رقصته الخاصة، ويتم استخدامها وتأديتها عند التزاوج غالبًا لإغراء اللإناث. عادةً ما يتم استخدام أرجل الإستشعار عند العنكبوت وتحريكها بسرعة حتى يجذب انتباه الأنثى حيت أن حياة الذكر مقترنة بقدرته على الرقص الذكر مستضعف في فصيلة عناكب الطاووس، حيث أن الذكر قد يفقد حياته في حالة أن رقصته لم تعجب الأنثى، فهي قادرة على التهامه وإنهاء حياته بشكل تام.

## أصناف عنكبوت الطاووس
اكتشف أحد علماء الأحياء الأستراليين سبعة أنواع جديدة من العناكب الطاووسية التي لا تقل روعة وجمالا عن الطاووس في ألوانها والقطط والكلاب في سلوكها، ولا يزيد حجمها على ميلليمترين فقط. ويعود بأبحاث العناكب إلى عام 2005، حيث عثر على أول عنكبوت أثناء سيره في أحد المتنزهات الوطنية شمال مدينة سيدني، ونشر بحثه عن اكتشاف الأنواع السبعة الجديدة من غرب وجنوب أستراليا في دورية خاصة بذلك ويعتقد بأن هناك الآن 48 فصيلة جديدة مؤكدة من العناكب الطاووسية في منطقة البحث، وهناك المزيد منها بانتظار التأكيد
والأنواع الجديدة يبلغ طول الواحدة منها بين ثلاثة وخمسة ميلليمترات، وتنتمي إلى فصيلة العناكب الوثابة، التي تضم عشرات الآلاف، وتتميز هذه العناكب بأعينها الواسعة وخصائصها القريبة من الثدييات، وتبدو وتتصرف بشكل مختلف عن العناكب الأخرى
تم اكتشاف صنفين جديدين يتبعون عناكب الطاووس حديثًا تم إضافة صنيفين جديدين لعناكب الطاووس، الأول هو Sparklemuffin والثاني Skeletorus “، وهذا يعطي مؤشرًا بأن هذه الكائنات الصغيرة كثيرة الحركة ما زالت غنية بالمفاجآت